# Айдан Фернский
Епископ Айдан (англ. Áedan, или Мэдок (англ. Maedoc), или Мог (англ. Mogue); 550—31 января 632) — епископ Фернский. Святой (день памяти — 31 января). Канонизирован в Русской православной церкви память совершается в Третью неделю по Пятидесятнице, в день празднования Собора Британских и Ирландских святых.

## Биография
Святой Айдан (Aedan), или Мэдок (Maedoc), или Мог (Mogue, Mo-Aedh-og = мой дорогой Эд) из рода Уи Колла Уайс родился на маленьком острове Инишбрефни (Inisbrefny), что на озере Темплпорт (Templeport) или на озере Брэкли Лох (Brackley Lough) в области, известной как Мау Шлайхт (Magh Slécht), графство Каван.
В молодые годы он дружил со святым Лазерианом (Laserian) из Девениша, и получил образование у святого Давида Валлийского, который его очень любил.
По своему возвращению в Ирландию святой Айдан обосновался в Уэксфорде, где им были основаны многие монастыри. Он жил, в основном, в Фернсе на землях, дарованных ему королём Брандубом мак Эхахом, под чьим влиянием в Фернсе была основана епископская кафедра, а святой Айдан был приглашён на неё первым епископом.
По преданию, святой Айдан отличался добротой и гостеприимством, он почитается покровителем в местечке Уи Кинселлах и в Уэксфорде. В графстве Уэксфорд он известен, главным образом, как святой Мог.
Он скончался в 632 году и был похоронен в Фернсе.